# Mensuralnotskrift

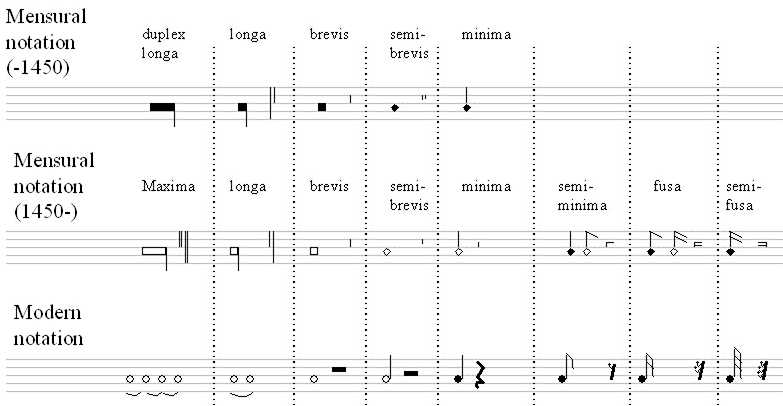
Mensuralnotation - "svart" och "vit".

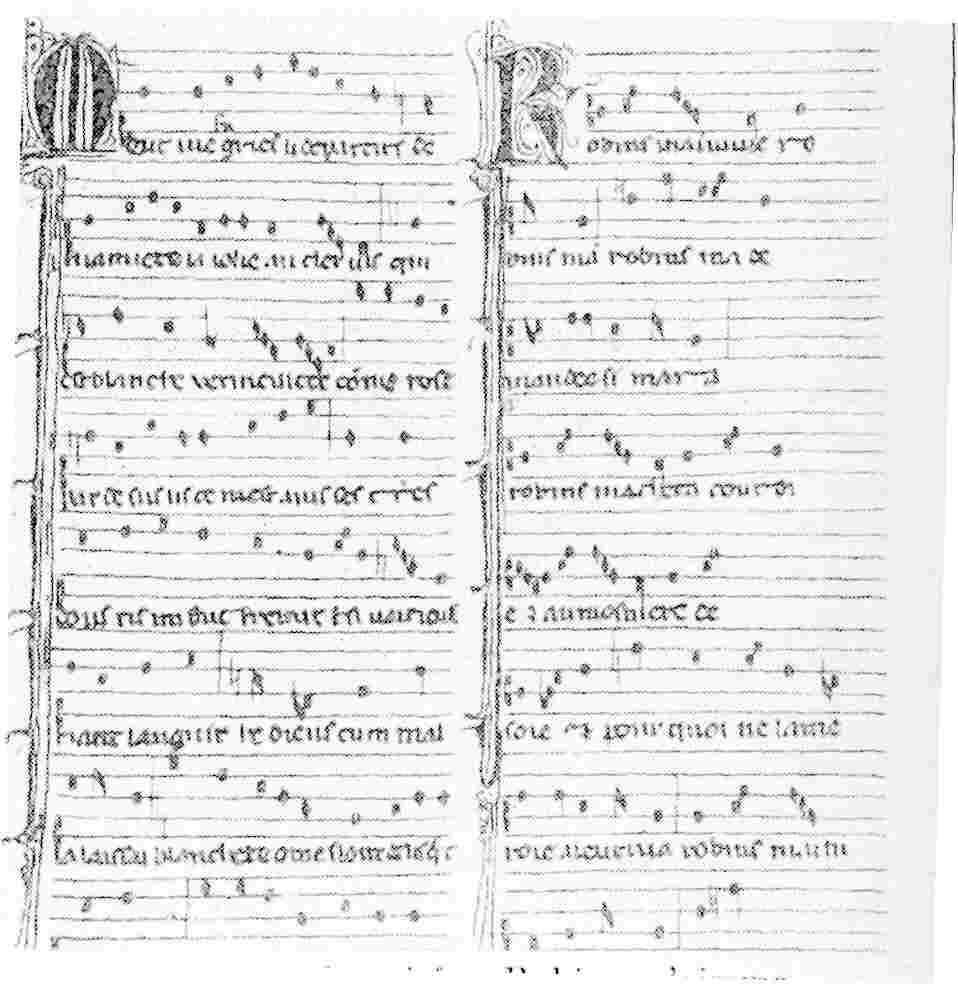
Exempel på svart mensuralnotation från 1200-talet.

Mensuralnotskrift var en medeltida notskrift, som tillämpades mellan 1250 och 1600. Notationen använde sig av två till sex notlinjer, vanligast fyra eller fem, standardiserade tecken för pauser och toner (rektangulära och rombformade), taktarter men inte taktstreck. Äldre formerna använder sig av så kallad svart notation, där långa noter är ifyllda, medan senare tiders notation har icke-ifyllda långa noter, ungefär som modern notskrift.